# 倉塚曄子
倉塚 曄子（くらつか あきこ、1935年1月25日 - 1984年7月17日）は、日本の女性史研究者。夫は宗教学者の倉塚平。
東京生まれ。旧姓・森田。父の転勤に従い上海、青島などを転々とする。14歳で父を失い極貧の中、1958年お茶の水女子大学卒業、東京都立大学 (1949-2011)大学院国文科進学。1960年博士課程進学、倉塚平と結婚。1963年東京都立荒川工業高等学校国語科教諭、西郷信綱を中心とする研究会に出席し、古代女性史に関して多くの論文を書く。1965年退職し、1968年夫が西ドイツ・ミュンスター大学に留学していたため渡独。各大学の非常勤講師を勤めながら研究を続け、1972年心臓発作で倒れ心臓に異常が見つかる。1979年『巫女の文化』（平凡社選書）を刊行、話題となる。1981年文京女子短期大学教授。だが電車の中で二度昏倒し、医師から入院を勧められたが断る。1984年お茶の水女子大兼任講師となるが、7月14日買物の帰途卒倒し死去。心臓の特殊な病のためであった。
没後『古代の女 神話と権力の淵から』（平凡社選書、1986年）が刊行され、西郷信綱が題名をつけて追悼文集『白智鳥－回想の倉塚曄子』（非売品、1986年）が刊行された。